# A Dead Certainty
A Dead Certainty er en britisk stumfilm fra 1920 af George Dewhurst.

## Medvirkende
- Gregory Scott som Arthur Dunbar
- Poppy Wyndham som Pat Stone
- Cameron Carr som Henry Stone
- Harry Royston som Martin Mills
- Mary Masters som Woodruff
- Wallace Bosco